# 斯坦普斯 (阿肯色州)
斯坦普斯（英語：Stamps）是一個位於美國阿肯色州拉法葉縣的城市。

## 地理
斯坦普斯的座標為33°21′35″N 93°29′51″W / 33.35972°N 93.49750°W，而該地的平均海拔高度為94米（即308英尺）。

## 人口
根據2020年美國人口普查的數據，斯坦普斯的面積為8.17平方千米，當中陸地面積為7.91平方千米，而水域面積為0.26平方千米。當地共有人口1258人，而人口密度為每平方千米207人。